# Мустафа Джемілєв
Мустафа́ Джемі́лєв (крим. Mustafa Abdülcemil oğlu Cemilev, Мустафа Абдульджемиль оглу Джемилев; нар. 13 листопада 1943, Ай-Серез, Крим) — політичний та громадський діяч України кримськотатарського походження. Герой України (2023).
Один із провідників кримськотатарського національного руху, правозахисник, учасник дисидентського руху, політичний в'язень. Народний депутат України від фракції партії Європейська Солідарність, з 20 серпня 2014 року до 18 травня 2019 року Уповноважений Президента України у справах кримськотатарського народу.
За свої політичні погляди Джемілєв був виключений з ВНЗ та сім разів був судимий. Усього він провів п'ятнадцять років у місцях позбавлення волі: був ув'язнений у 1966—1967, 1969—1972, 1974—1975, 1975—1976, 1983—1986 роках та у 1979—1982 роках був у засланні в Якутії. Один з засновників та член Ініціативної групи із захисту прав людини в СРСР. Після проголошення незалежності України Джемілєв став політиком. З 1998 року до нині Народний депутат України впродовж шести скликань, автор і співавтор кількох десятків законопроєктів, колишній голова Меджлісу кримськотатарського народу (1991—2013), був членом комітету Верховної Ради України з питань прав людини, національних меншин і міжнаціональних відносин (з 1998 року), головою підкомітету з питань депортованих народів, національних меншин та жертв політичних репресій (2 вересня 2003 — 15 червня 2007), головою підкомітету з питань етнополітики, прав корінних народів та національних меншин України, жертв політичних репресій (з грудня 2012 року). Під час анексії Криму Джемілєв займав позицію недоторканності кордонів України й не визнав референдум.
Кавалер ордена князя Ярослава Мудрого IV та V ступенів, ордена «За інтелектуальну відвагу» та ордена Турецької Республіки, лауреат почесних грамот Верховної Ради України та Кабінету Міністрів України, лауреат премії: імені Фрітьофа Нансена управління Верховного комісара ООН у справах біженців, імені Пилипа Орлика «За демократизацію українського суспільства», «Світло справедливості» та «Солідарності», володар «Хреста Солідарності Боротьби». Він почесний доктор права Сельджуцького університету та Вищого технологічного інституту, почесний доктор у галузі міжнародних відносин Чанаккаленського університету імені Вісімнадцятого березня, почесний громадянин турецьких міст Кастамону та Кириккале.
22 липня 2025 року підтримав ухвалення законопроекту про передання НАБУ та САП у керівництво до генерального прокурора України, що фактично ліквідує самостійність антикорупційних органів, важливої складової на шляху євроінтеграції. 

## Біографія

### Перші роки
Мустафа Джемілєв народився 13 листопада 1943 року у селі Ай-Серез поблизу міста Судак, що знаходиться на Кримському півострові, у сім'ї Абдульджеміля та Махфуре Мустафаєвих, на той час Крим перебував під окупацією Третього Рейху. Після приходу радянських військ, 18 травня 1944 року, разом з усім кримськотатарським народом Мустафа та його сім'я були депортовані радянською владою до Узбекистану. До дванадцяти років Джемілєв разом зі своєю сім'єю проживав під адміністративним наглядом в Андижанській області. У 1955 році вони переїхали до міста Андижана, а вже наступного року — до Мірзачуль (нині Ґулістан). У 1959 році Мустафа закінчив середню школу й намагався вступити на східний факультет (за іншими даними, факультет арабської мови та літератури) Середньоазійського державного університету, проте через заборону приймати до університету кримських татар йому це не вдалося.
У віці 16 років Джемілєв, працюючи токарем на Ташкентському авіаційному заводі, брав участь у нелегальній молодіжно-студентській організації «Спілка кримськотатарської молоді», куди входили кримськотатарські студенти та робітники. Збори молоді проходили у домі одного із членів організації Ахмеда Асанова. У Спілці Мустафа очолив «Історичний відділ» й виступав перед публікою з історичними доповідями про свій народ. Проте вже за кілька місяців діяльність організації перервалася. 8 квітня 1962 року спілку розігнали, а керівників, Ахмета Асанова, Марата Омерова та Сеїт-Амзи Умерова, заарештували. Джемілєва звільнили з роботи, за ним почався нагляд КДБ. Згодом він працював слюсарем та електрослюсарем на Мірзачульському ремонтно-механічному заводі у Ташкентській області. 1962 року Мустафа поступив на гідромеліоративний факультет Ташкентського інституту інженерів іригації та механізації сільського господарства.

### Дисидентський рух

#### Початок дисидентської діяльності
З 1960-х років Джемілєв брав активну участь у кримськотатарському національному русі. Так 27 серпня 1965 року Мустафа був серед числа кількох протестувальників, які намагалися зустрітися з першим секретарем ЦК КП Узбекистану Шарафом Рашидовим. 11 вересня юнака разом з іншими активістами було заарештовано за «порушення громадського порядку та хуліганство». У тому ж році хлопець був відрахований з четвертого курсу інституту за поширення серед студентів свого історичного рукопису «Короткий історичний нарис тюркської культури у Криму у XIII—XVIII ст.», зміст якого було розцінено КДБ як «націоналістичний та антирадянський». У травні 1966 року Мустафу засуджено на півтора року позбавлення волі через його відмову служити у Радянській армії з політичних мотивів, після чого його відправили у табір під Ташкентом. Під час відбування терміну покарання його помістили у штрафний ізолятор «за проведення антирадянської пропаганди серед ув'язнених», після чого колишній студент оголосив голодування. У листопаді 1967 року Мустафа був звільнений з ув'язнення.
Після звільнення у 1967 році Мустафа Джемілєв встановив тісні контакти з правозахисниками Москви та інших регіонів СРСР, організував інформування світової громадськості про стан кримськотатарського народу та його боротьбу за відновлення своїх прав. Він послідовно виступав на захист інших народів СРСР; відкрито виступив проти окупації радянськими військами Чехословаччини у 1968 році. У 1969 році (за іншими даними, 1968 року) Мустафа став одним із засновників Ініціативної групи із захисту прав людини в СРСР; серед інших засновників цієї громадської організації були Петро Якір та Віктор Красін, а також московські правозахисники — Тетяна Великанова, Наталя Горбаневська, Сергій Ковальов, Олександр Лавут, Анатолій Левітін, Юрій Мальцев, Григорій Под'япольський, Тетяна Ходорович та Анатолій Якобсон, ленінградець — Володимир Борисов, а також українці — Генріх Алтунян та Леонід Плющ. Майже усі члени цієї ініціативної групи були репресовані — 11 з 15 членів були арештовані та засуджені, а сім були вимушені виїхати закордон. У вересні 1969 року Джемілєв був знову заарештований та звинувачений у «поширенні завідомо неправдивих вигадок, що ганьблять радянський державний та суспільний лад». Окрім Джемілєва за цією справою також було заарештовано генерал-майора Петра Григоренка та поета Іллю Габая. Григоренка у ході процесу було відправлено до психіатричної спецлікарні, а Габай разом із Мустафою вимагав від суду перевірки фактів, заперечуючи брехливість документів. І якщо Габая захищала відома радянська адвокатка Діна Камінська, то Мустафа захищався сам. Ташкентський міський суд виніс вирок кримськотатарському борцю за права людини — три роки позбавлення волі, у зв'язку з чим Мустафа провів 30-денне політичне голодування у Ташкентському слідчому ізоляторі на знак протесту проти грубого порушення прав людини в СРСР. Згодом його відправили до Москви, у Лефортовську в'язницю. Після 4-х місяців слідства справу було припинено, а Джемілєв залишився відбувати термін ув'язнення у таборах Узбекистану.
|                                                  | Яким би я не піддавався репресіям та переслідуванням, я твердо можу сказати, що ніхто, ніколи і ні за яких обставин не зможе мене змусити відмовитися від виконання обов'язків, що накладаються честю, національною гідністю та громадянським обов'язком. Оригінальний текст (рос.) Каким бы я ни подвергался репрессиям и преследованиям, я твердо могу сказать, что никто, никогда и ни при каких обстоятельствах не сможет меня заставить отказаться от исполнения обязанностей, налагаемых честью, национальным достоинством и гражданским долгом. |
| — Заключна частина промови на процесі 1969 року, | |

Після відбуття покарання у 1972 році правозахисник проживав під гласним адміністративним наглядом у Ґулістані, працюючи інженером у радгоспі. 13 травня 1974 року, за кілька днів до річниці депортації кримських татар, Мустафу намагалися спровокувати на бійку. Такий захід був традиційним для органів держбезпеки напередодні важливих для кримських татар дат і мав на меті нейтралізацію одного з основних учасників визвольного руху. Попри виявлену хлопцем стриманість у спровокованій ситуації, підтверджену чотирма письмовими показаннями свідків, він був засуджений «за хуліганство» на 15 діб. У відповідь Джемілєв оголосив голодування, і на дев'яту добу його у важкому стані випустили. Через місяць, коли Мустафа ще не цілком одужав, його викликали на військові збори. При огляді у медкомісії його визнали здоровим й не дозволили пройти повторний огляд в Ташкенті та пред'явити довідки з місцевої поліклініки, де Джемілєв лікувався. Йому наказали з'явитися з речами через дві години, однак, той не виконав наказу і 22 червня був заарештований за «ухилення від військових зборів». Мустафа знову почав голодування. Насправді причиною арешту була інформація, що надійшла у КДБ, про нібито намір Джемілєва виїхати до Москви для передачі президентові США Річарду Ніксону петиції про проблеми кримських татар. 19 липня 1974 року вироком народного суду міста Ґулістана Джемілєв був визнаний винним за статтею 199-1 Кримінального кодексу УзРСР і засуджений до одного року позбавлення волі з утриманням у виправно-трудовій колонії суворого режиму. З 19 вересня 1974 року Мустафа відбував покарання у ВТК-3 біля міста Омськ. У травні 1975 року в ув'язненого при огляді особистих речей було вилучено кілька особистих листів, паперів і зошитів із записами англійською і німецькою мовами та кілька рукописів російською мовою, тексти яких не містили забороненої табірними правилами інформації. У заяві на ім'я начальника табору та голови КДБ Юрія Андропова Мустафа вимагав повернути йому вилучені папери:
|                                                                                          | Мені, звичайно, зрозумілі цілі частих візитів у колонію співробітників КДБ, а також мета проведених ними незаконних допитів ув'язнених і працівників колонії, з якими мені доводиться спілкуватися про мої політичні погляди. Це є додатковим підтвердженням зробленої мною раніше заяви про те, що звинувачення у порушенні ст.199—1 КК УзРСР, за якою мене було позбавлено волі, є свідомо помилковим і сфабрикованим з санкції співробітників КДБ у порядку чергової розправи за мою участь у національному русі свого народу за повернення на Батьківщину і за мої політичні погляди. Оригінальний текст (рос.) Мне, конечно, понятны цели частых визитов в колонию сотрудников КГБ, а также цели проводимых ими незаконных допросов заключенных и работников колонии, с которыми мне приходится общаться о моих политических взглядах. Это является дополнительным подтверждением сделанного мною ранее заявления о том, что обвинение в нарушении ст.199-1 УК УзССР, по которому я лишен свободы, является заведомо ложным и сфабрикованным с санкции сотрудников КГБ в порядке очередной расправы за мое участие в национальном движении своего народа за возвращение на Родину и за мои политические взгляды. |
| — Заява, зроблена Джемілєвим під час відбування свого третього строку у 1974—1975 роках, | |

#### Омський процес
Четвертий судовий процес проти Мустафи Джемілєва відбувся у західносибірському місті Омськ. Громадськість могла мати лише загальне уявлення з повідомлень західних радіостанцій: процес був закритий, і до зали суду впускали за спеціальними перепустками лише працівників КДБ, Міністерства внутрішніх справ, прокуратури та чиновників тюремної адміністрації. Увагу світової громадськості набагато більше зацікавили обставини, пов'язані з цим процесом. По-перше, найтриваліше політичне голодування обвинуваченого, що тривало 303 дні з моменту пред'явлення йому перед закінченням табірного строку нового звинувачення у «наклепі на радянський державний лад» до самого судового процесу. Протягом усього цього періоду західні радіостанції день у день передавали відомості про стан Мустафи, протести та звернення його співвітчизників, друзів і близьких, відомих дисидентів і помітних представників громадськості.
4 червня 1975 року, за кілька днів до закінчення терміну ув'язнення, проти Джемілєва було порушено нову кримінальну справу за статтею 190-1 Кримінального кодексу РРФСР, після чого дисидент розпочав своє найтриваліше голодування. 5 вересня Мустафа Джемілєв написав листа другу:
|                                                                    | …Справи у мене, загалом, без особливих змін. 18 серпня оглянули лікарі, дані були такі: пульс — 57, температура — 35,5 °C, тиск 90/60, вага 45 кг… …Кажуть, що тут «вмирати не дають». Це схоже на правду, тому що в той же день 18 серпня мене перевели в тюремну лікарню, де, крім щоденних вливань, робили ще ін'єкції глюкози та B1. 26 серпня знову перевели у свою камеру у підвал, але 1 вересня змушені були знову забрати у санчастину, бо дуже недобре стало зі шлунком. Протримали там 4 дні, і ось сьогодні, 5 вересня, я знову у підвалі. Слідчі органи не турбують. І ще ось що: 12 серпня стався такий інцидент. У той ранок, десь о 3-4 годині ночі, у камеру ввійшов начальник в'язниці підполковник Суров. Він запитав, коли я збираюся закінчувати голодування, і, почувши, що я не збираюся, накинувся з образами. Казав, що він дізнався, який я негідник і антирадянщик, і що наївно думати, ніби голодування допоможе мені вийти на свободу. На закінчення він оглянув камеру і, помітивши на стінах якісь записи, розпорядився, щоб мені видали щітку з вапном і щоб я замазав ці записи, хоча він прекрасно бачив за характером записів, що я не маю до них жодного стосунку, і бачив також, що я насилу тримаюся на ногах. «Якщо не підкориться — покарайте!» — Сказав він черговому наглядачеві. А покарання могло бути в тому, що у мене б відібрали ліжко і зачинили відкидні нари, щоб довелося лежати на мокрій цементній підлозі. Коли черговий натякнув йому вже в коридорі, що подібне свавілля може викликати з мого боку реакцію відчаю, начальник сказав: «Нехай вішається, це навіть краще!» — З цього я усвідомив, що моє самогубство розцінювалося в деяких колах як найбажаніший результат… Оригінальний текст (рос.) …Дела у меня, в общем, без особых изменений. 18 августа осмотрели врачи, данные были такие: пульс — 57, температура — 35,5C, давление 90/60, вес 45 кг……Говорят, что здесь «умирать не дают». Это похоже на правду, потому что в тот же день 18 августа меня перевели в тюремную больницу, где, кроме ежедневных вливаний, делали еще инъекции глюкозы и B1. 26 августа снова перевели в свою камеру в подвал, но 1 сентября вынуждены были снова забрать в санчасть, потому что очень нехорошо стало с желудком. Продержали там 4 дня, и вот сегодня, 5 сентября, я опять в подвале.Следственные органы не тревожат.И еще вот что: 12 августа произошел такой инцидент. В то утро, где-то в 3-4 часа ночи, в камеру вошел начальник тюрьмы подполковник Суров. Он спросил, когда я собираюсь кончать голодовку, и, услышав, что я не собираюсь, набросился с оскорблениями. Говорил, что он узнал, какой я негодяй и антисоветчик, и что наивно думать, будто голодовка поможет мне выйти на свободу. В заключение он осмотрел камеру и, заметив на стенах какие-то надписи, распорядился, чтобы мне выдали щетку с известью и чтобы я замазал эти записи, хотя он прекрасно видел по характеру записей, что я к ним отношения не имею, и видел также, что я с трудом держусь на ногах.«Если не подчинится — накажите!» — сказал он дежурному надзирателю. А наказание могло выразиться в том, что у меня отняли бы постель и захлопнули бы откидные нары, так что лежать пришлось бы на мокром цементном полу.Когда дежурный намекнул ему уже в коридоре, что подобный произвол может вызвать с моей стороны реакцию отчаяния, начальник сказал: «Пусть вешается, это даже лучше!» — из этого я уяснил себе, что мое самоубийство расценивалось в неких кругах, как самый желательный исход… |
| — Лист від Джемілєва до його друга, датований 5 вересня 1975 року, | |

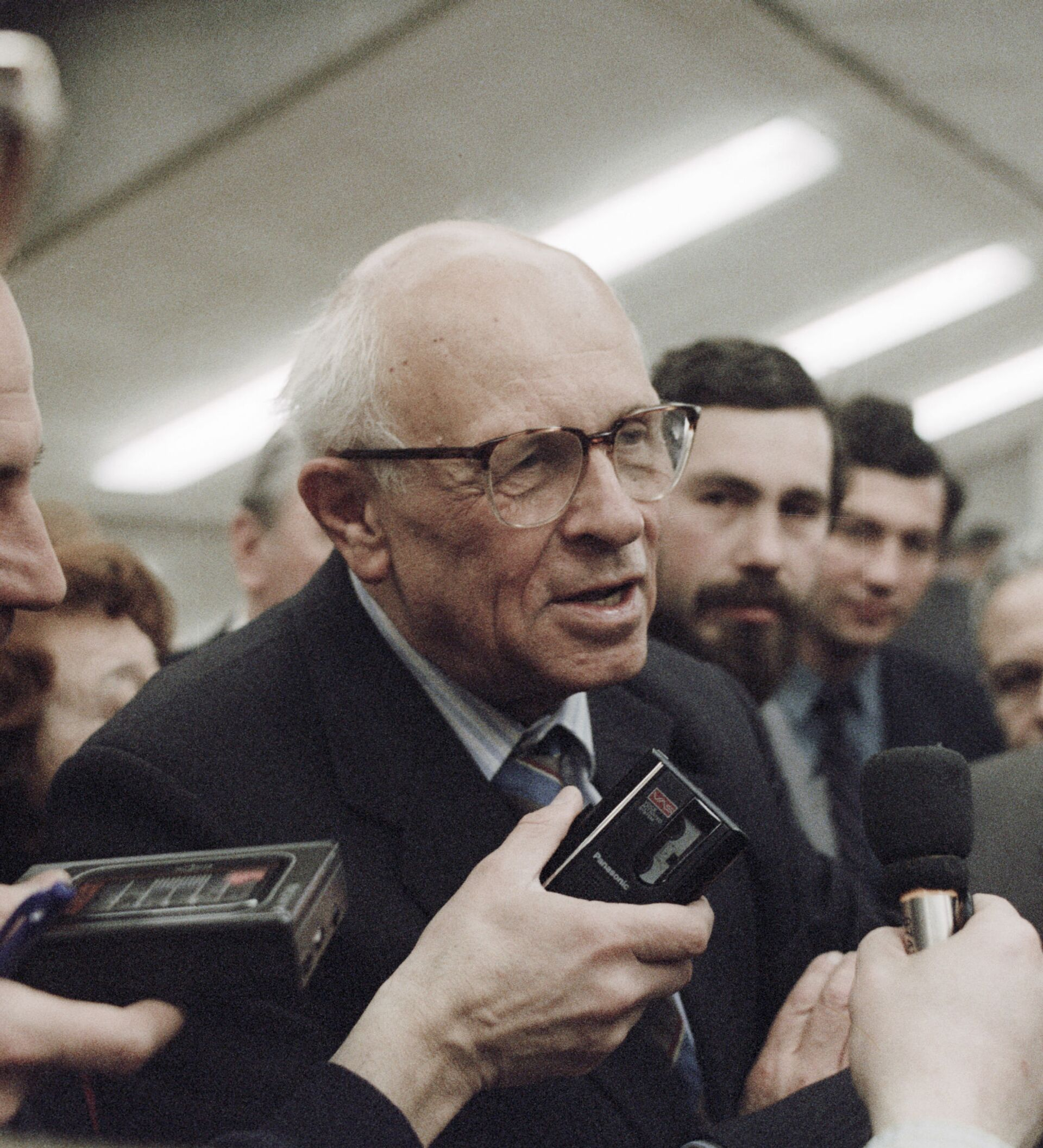
Академік Андрій Сахаров

27 червня 1975 року російський академік Андрій Сахаров звернувся з відкритим листом до Генерального секретаря ООН Курта Вальдгайма, організації «Amnesty International», лідерів мусульманських народів, міжнародної громадськості з проханням об'єднати зусилля у боротьбі «за звільнення з ув'язнення відомого діяча кримськотатарського національного руху Мустафи Джемілєва». Генерал Петро Григоренко просив адвоката Швейського передати Мустафі прохання всіх його друзів припинити голодування, однак той відповів, що він і сам, у принципі, проти самокатування, але для нього голодування не тільки форма протесту, але й захист від можливих нових лжесвідків — сусідів по камері. Поки він голодував, його тримали в одиночній камері. 4 листопада 1975 року Григоренко звернувся з заявою до Прокурора РРФСР про те, що Джемілєва тримають у сирій камері, він продовжує голодування «на знак протесту проти необґрунтованого обвинувачення і з метою протидії підсаджуванню до нього лжесвідків». Він просив змінити Джемілєву запобіжний захід, замінити на будь-який інший, не пов'язаний з позбавленням волі, і висловив готовність поручитися за Джемілєва сам або знайти інших поручителів. Серед тих, хто підтримував Джемілєва, було багато відомих правозахисників, зокрема, французькі — Реймон Арон та П'єр Еммануель, російські — Лев Копелев, Анатолій Левітін, Олександр Некрич, академік Андрій Сахаров, Лідія Чуковська, іранський поет Реза Барагені, американські вчені — лауреати Нобелівської премії Сальвадор Лурія та Джордж Уолд, директор міжнародного трибуналу над військовими злочинцями ім. Бертрана Расселла пуерторіканець Мартін Состра, турецький сенатор Ахмед Демір Юдже, пакистанський політичний діяч Ікбал Ахмад, редактор журналу «Вільна Палестина» Абдіен Жабара, генеральний секретар уряду в еміграції китайського Східного Туркестану Іса Юсуф тощо. У кількох країнах, у тому числі у США, Туреччині, Італії, Франції, Швеції були організовані комітети за звільнення Джемілєва, куди входило багато громадських діячів, вчених, письменники та журналісти. 6 листопада 1975 року учасники міжнародного та радянського правозахисного руху Карл Амері, лауреат Нобелівської премії Генріх Белль, Вадим Білоцерковський, поет-пісняр Олександр Галич, генерал Петро Григоренко, Карел Єздінський, Габріель Лауб, Анатолій Левітін, Павло Литвинов, відомі діячі «Празької весни» Антоні Лім та Іржі Пелікан, Павел Тігрід, Ота Філіп, В. Франк звернулися через газету «Русская Мысль» на захист Джемілєва. 24 листопада з Омської прокуратури прийшла відмова на прохання Григоренка. Сестра Джемілєва Васфіє Хаірова закликала прокуратуру РРФСР відпустити брата, однак відповідь була та ж сама. 3 грудня 1975 року батьки, чотири сестри та два брати Мустафи звернулися до Міжнародного Червоного Хреста, організації «Міжнародна амністія» та до керівників КПРС із закликом врятувати Мустафу. Того ж дня сестра Мустафи, Решат Джемілєв, Григоренко та Сахаров направили в Організацію об'єднаних націй листа, що містив вимогу провести гласне розслідування справи кримськотатарського дисидента спеціальною комісією. 31 грудня 1975 року вийшов новий випуск правозахисного журналу «Хроника текущих событий», де між іншим повідомлялося про долю Джемілєва:
| | Суд над Джемілєвим Мустафою був призначений на 17 грудня 1975 року у місті Омську. Адвокат Швейський, свідки захисту і родичі прибули до суду вранці 16 грудня. Голова облсуду Аносов Ю. І., він же голова суду у справі Джемілєва М., відсутній на роботі і з'явився тільки під кінець робочого дня. Прохання адвоката побачити підзахисного для роботи не задовольнив, мотивуючи пізнім часом. Гарантував це побачення 17-го вранці. 17-го вранці секретарем суду було оголошено про хворобу Аносова, доставленого швидкою допомогою з дому до лікарні. Суд відкладається на невизначений час. Адвокату у побаченні з підзахисним відмовлено. Мустафа продовжує голодування. Сестри бачили його під час посадки в «воронок». Мустафа схожий на скелет, обтягнутий плівкою. Він став ніби меншим на зріст. Ледве ходить. Секретар суду іронічно запитав сестру Мустафи: «Ви бачили свого Мустафу, маленького, худенького?» Нам вдалося встановити, що Аносов вранці був у суді. У лікарню доставлений не був. При повторному запиті телефоном секретар відповіла: «Аносов терміново захворів». Ми твердо переконані, що перенесення засідання суду було навмисним, заздалегідь підготовленим бюрократичним трюком для того, щоб позбавити Мустафу кваліфікованого захисту і присутності свідків захисту. Поїздка на суд для родичів пов'язана з великими матеріальними витратами. Розрахунок один: закритим судом без свідків приховати незаконне, сфабриковане звинувачення від його народу і світової громадськості. Оригінальний текст (рос.) Суд над Джемилевым Мустафой был назначен на 17 декабря 1975 г. в г. Омске. Адвокат Швейский, свидетели защиты и родственники прибыли в суд утром 16 декабря. Председатель облсуда Аносов Ю. И., он же председатель суда по делу Джемилева М., отсутствовал на работе и явился только к концу рабочего дня. Просьбу адвоката видеть подзащитного для работы не удовлетворил, мотивируя поздним временем. Гарантировал это свидание 17-го утром. 17-го утром секретарем суда было объявлено о болезни Аносова, увезенного скорой помощью из дома в больницу. Суд откладывается на неопределенное время. Адвокату в свидании с подзащитным отказано. Мустафа продолжает голодовку. Сестры видели его при посадке в «воронок». Мустафа похож на скелет, обтянутый пленкой. Он стал как бы меньше ростом. Еле ходит. Секретарь суда иронически спросил сестру Мустафы: «Вы видели своего Мустафу, маленького, худенького?» Нам удалось установить, что Аносов утром был в суде. В больницу направлен не был. При повторном запросе по телефону секретарь ответила: «Аносов срочно заболел». Мы твердо убеждены, что откладывание суда было преднамеренным, заранее подготовленным бюрократическим трюком для того, чтобы лишить Мустафу квалифицированной защиты и присутствия свидетелей защиты. Поездка на суд для родственников представляет большие материальные траты. Расчет один: закрытым судом без свидетелей скрыть незаконное, сфабрикованное обвинение от его народа и мировой общественности. |
| — «Сообщение о Мустафе Джемилеве», підписане Джемілєвим Решатом, Хаїровою Васфіє, Джемілєвою Гульзар, Сеферовим Енвером, Кудряшовим Анатолієм тощо, | |

На початку 1976 року в закордонній пресі навіть з'явилася непідтверджена інформація про смерть Мустафи у результаті голодування, однак її було спростовано. 16 лютого 1976 року Андрій Сахаров скерував листа на адресу XXV з'їзду КПРС, у якому закликав вплинути на суд своїм авторитетом та відпустити Мустафу. Згодом з'явилася інформація, що судовий процес призначений на 6 квітня. У цей день до омського суду приїхало одинадцять родичів та друзів активіста з усіх куточків країни: Краснодарського краю, Москви, Середньої Азії. Проте в той день слухання було перенесено на 14 квітня через приїзд до міста академіка Сахарова, за яким на той час слідкувала іноземна преса. Розрахунки були на те, що Сахаров не приїде через вісім днів і тому такого ажіотажу навколо справи Джемілєва не буде. Однак у призначений день в Омськ приїхало 16 осіб, включаючи науковця та його дружину Олену Боннер. Для того, щоб не пустити до зали суду публіку, зокрема студентів, за кілька кварталів від приміщення суду було організовано оточення міліції, ДАІ, а також людей у цивільному, які нікого не пропускали. Однак, пробравшись через ці кордони, Сахаров та його дружина все одно не змогли пройти у приміщення, оскільки в залі не було місця. Виняток було зроблено тільки для матері, двох братів та сестри Джемілєва. Підсудному інкримінували «викладання завідомо неправдивих вигадок, що порочать радянський державний та суспільний лад, а також виготовлення та розповсюдження документів такого змісту»; на думку слідчих, Мустафа у період з осені 1974 року до липня 1975 року викладав усі ці «вигадки» іншому ув'язненому В. Дворянському. Окрім того, його також звинувачували у поширенні або підготовці наклепницьких документів, зокрема листа Ільмі Аметова з критикою журнальної статті про кримських татар, проєкт «Декларації принципів національного руху кримськотатарського руху», отриманих Джемілєвим у таборі листів та поштівок, в яких сторона обвинувачення побачила «націоналістичний дух». У перший же день головний свідок справи Дворянський, на свідченнях якого будувалося звинувачення, відмовився від них, заявивши, що на нього тиснули працівники КДБ. У ході засідання суд засудив Джемілєва на два з половиною роки позбавлення волі у ВТК суворого режиму «Приморський» на Далекому Сході. Тільки після завершення засідання суду Джемілєв погодився завершити своє 303-денне голодування на прохання академіка Андрія Сахарова, яке передав йому брат Асан.
У листопаді наступного, 1977 року табірна адміністрація намагалася висунути ще одну справу проти Мустафи, на знак протесту проти чого він провів ще одне 15-денне голодування. Вже у грудні того ж року його було звільнено в Ташкенті під гласним адміністративним наглядом МВС. Джемілєв наполягав на поверненні в Крим. Однак йому неодноразово відмовляли. 30 грудня 1977 року Джемілєв підпав під адміністративний нагляд 1-го, 15-го та 22-го числа кожного місяця.

#### 1980-ті роки
Після того, як Джемілєва випустили з ув'язнення, він перебував під адміністративним наглядом. В цей час його було звинувачено у трьох порушеннях, що дало змогу відкрити нову кримінальну справу. У зв'язку з цим кримськотатарський правозахисник направив листа у Президію Верховної Ради СРСР та голові Жовтневого РВВС Ташкенту з відмовою від громадянства СРСР та проханням на дозвіл покинути межі країни. Зокрема, у 1975 та 1978 роках його родич, що жив у США, відправляв так звані «виклики» з-за кордону. Джемілєв також зазначив у листі, що готовий відмовитися від слів про анулювання громадянства, якщо кримським татарам буде дозволено проживати у Криму. 8 січня 1979 року дисидента було викликано у міліцію й там заарештовано за «злісне порушення правил гласного адміністративного нагляду». На закритому судовому процесі 6 березня 1979 року Джемілєва засудили на півтора року обмеження свободи із заміною на чотирирічне заслання в Усть-Майський улус Якутської АРСР. Але 31 травня його було перевезено на Колиму у селище Зирянка Верхньоколимського улусу.
Саме тоді в Якутію до Джемілєва приїхала його майбутня дружина Сафінар. У тому ж селищі на засланні жив інший правозахисник Олександр Подрабінек разом із дружиною Аллою. Подрабінеки та Джемілєви дружили сім'ями. 14 серпня 1981 року у сім'ї Мустафи та Сафінар народився син Хайсер. Мустафа працював у той час на кисневій станції. За словами його дружини, серед місцевого населення до політичних в'язнів було особливе ставлення, люди знали, за що боровся Джемілєв, і поважали його. На засланні дисидент неодноразово спілкувався з українцем В'ячеславом Чорноволом, який на той час також відбував покарання в Якутії.
У лютому 1983 року Мустафа був звільнений і разом з дружиною та дитиною після майже 39-ти років заслання переїхав до Криму, й поселився у знайомих, що жили у місті Саки. Через три дні їх було видворено з півострова. Джемілєвих перевозили з міста до міста — спочатку у Тамань, потім Кримськ та Абінськ. Коли сім'ю привезли до останнього міста, кримські татари, що там жили, дізналися про приїзд Мустафи, після чого влаштували пікет з вимогою відпустити сім'ю. Згодом Джемілєвих випустили, й вони повернулися до Узбекистану у місто Янгіюль під наглядом МВС. Там Джемілєв працював слюсарем та різноробочим. Навесні того ж року почався випуск нелегального «Інформаційного Бюлетеня Ініціативної групи кримських татар імені Муси Мамута», редактором якого став всесвітньовідомий політв'язень. Останній, шостий арешт відбувся в листопаді 1983 року. Кілька місяців активіст був під слідством із підпискою про невиїзд. У лютому 1984 року Ташкентський обласний суд засудив Мустафу Джемілєва до трьох років позбавлення волі у таборах суворого режиму за статтею 191-4 КК УзРСР. Йому інкримінували «створення і поширення документів, що паплюжать радянський державний лад та його політичну систему», зокрема поштівок, які він надсилав друзям у Нью-Йорк; «організацію масових заворушень» під час спроби 5 червня перебратися на поромній переправі «Крим—Кавказ» та поховати свого батька в Криму; а також «запис на магнітофон передач закордонних радіостанцій», зокрема лист японської радіомовної корпорації NHK зі схваленням позиції Японії у територіальній суперечці з СРСР.
Після звільнення з ув'язнення у таборі «Уптар» (Магаданська область) у 1986 році проти Мустафи було порушено нову кримінальну справу за статтею 188-1 КК РРФСР («Злісна непокора законним вимогам адміністрації місць позбавлення волі») й переведено у тюрму Магадана. У грудні 1986 року Джемілєва було засуджено до трьох років умовно з п'ятирічним випробувальним терміном та звільнено із зали суду. За словами дружини Мустафи, його випустили через те, що Андрій Сахаров передав список ув'язнених дисидентів генеральному секретареві ЦК КПРС Михайлу Горбачову (за іншими даними, Мустафу відпустили через домовленість між президентом США, Рональдом Рейганом, та генсеком ЦК КПРС, Михайлом Горбачовим, досягнуту під час їхньої другої зустрічі, що відбулася 12 і 13 жовтня 1986 року в ісландському місті Рейк'явік з метою обговорення, насамперед, Стратегічної оборонної ініціативи). Після звільнення Мустафа та Сафінар приїхали у Москву й зупинилися у Лариси Богораз. Там Джемілєв вперше зустрівся з академіком Сахаровим. І хоч вони листувалися не один рік, Сахаров і Джемілєв жодного разу не бачилися. Після повернення в Узбекистан правозахисник відновив політичну діяльність. У квітні 1987 року на «Першій Всесоюзній нараді представників ініціативних груп» Мустафу обрали членом «Центральної ініціативної групи Національного руху кримських татар». Координація ініціативних груп у 1987—1988 роках дала змогу організовувати масові акції протесту кримських татар у багатьох регіонах держави, де вони мешкали. Передусім, це потужна багатоденна демонстрація кримських татар на Красній площі у Москві влітку 1987 року. Головною вимогою кримських татар було повернення на Батьківщину і відновлення автономії Криму на основі права кримськотатарського народу на самовизначення. Тоді ж почався випуск напівлегального місячника «Вісник Національного руху кримських татар». У травні 1989 року було засновано Організацію кримськотатарського національного руху, а Мустафу Джемілєва було обрано головою цієї структури.
Того ж року Джемілєв повернувся з родиною до Криму в Бахчисарай. 6 червня 1991 року на скликаному вперше після 1917 року національному з'їзді кримськотатарського народу — Курултаї — Мустафа Джемілєв був обраний головою Меджлісу кримськотатарського народу. Після обрання Головою Меджлісу М. Джемілєв склав повноваження голови ОКНР.
8 листопада 1995 року Джемілєву була присуджена щорічна міжнародна премія у галузі прав людини, заснована турецьким містом Ізмір. Його ім'ям названі парк та вулиця в Анкарі, парк у м. Ялова, парк у м. Бурса, вулиця у селі Сунгурлу та у деяких інших турецьких містах, лекційний зал у Сельджуцькому університеті та бібліотека Університету Кириккале.

### Політична діяльність

#### III скликання
З березня 1998 року Мустафа Джемілєв почав працювати народним депутатом Верховної Ради України. У 1998–2002 роках Джемілєв був обраний як позапартійний депутат у багатомандатному загальнодержавному окрузі за номером 9. Однак потім приєднався до фракції «Народного Руху України», будучи № 29 у списку. Він і Рефат Чубаров стали першими представниками свого народу в українському парламенті. Під час першої каденції у парламенті пан Джемілєв приєднався до комітету з питань прав людини, національних меншин і міжнаціональних відносин, де пропрацював до закінчення повноважень третього скликання.

#### IV скликання
На парламентських виборах 2002 року років Мустафу обрали за списками «Нашої України», № 28 у списку. Однак, хоча кримськотатарський політик входив до «Нашої України», 7 вересня 2005 року він перейшов до депутатської фракції «Народний Рух України». Під час другого депутатського терміну він з 2 вересня 2003 року до 25 травня 2006 року головував у підкомітеті з питань депортованих народів, національних меншин та жертв політичних репресій Комітету Верховної Ради України з питань прав людини, національних меншин і міжнаціональних відносин. Свій перший законопроєкт № 4098 Мустафа Джемілєв зареєстрував 3 вересня 2003 року. Це був проєкт закону України «Про статус кримськотатарського народу». Серед інших ініціаторів законопроєкту були Роман Безсмертний, Віктор Таран-Терен та Рефат Чубаров. У цьому ж скликанні Джемілєв став одним з ініціаторів проєкту закону «Про відновлення прав осіб, депортованих за національною ознакою», разом із Рефатом Чубаровим. Також Джемілєв виконував обов'язки заступника члена Постійної делегації в міжпарламентській організації «Постійна делегація у Парламентській асамблеї Організації з безпеки та співробітництва в Європі», а також був членом групи з міжпарламентських зв'язків з Саудівською Аравією, США, Туреччиною, Узбекистаном.

#### V скликання

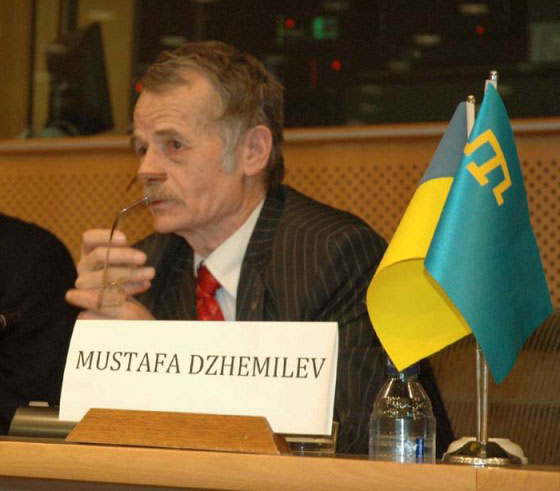
Мустафа Джемілєв в Європейському парламенті з доповіддю «Проблеми та перспективи стабільності в Криму», 2010 рік

Через чотири роки, на парламентських виборах 2006, Джемілєва також було обрано від «Нашої України», № 45 у списку. 15 червня 2007 року він склав повноваження народного депутата України. Після переобрання Джемілєв повернувся до посад голови підкомітету з питань депортованих народів, національних меншин та жертв політичних репресій Комітету Верховної Ради України з питань прав людини, національних меншин і міжнаціональних відносин, а також із 22 лютого до 15 червня 2007 був членом Тимчасової слідчої комісії Верховної Ради України з питань вивчення причин вибіркового відшкодування податку на додану вартість, порушення посадовими особами Державної податкової адміністрації України та Державного казначейства України законодавства у сфері оподаткування.

#### VI скликання
У 2007 році на позачергових парламентських виборах знову обраний народним депутатом від блоку «Наша Україна — Народна самооборона» (№ 27 у списку). З грудня того ж року Мустафа був членом Комітету з питань прав людини, національних меншин і міжнаціональних відносин, а з січня 2008 року — головою підкомітету з питань корінних народів, національних меншин, етнічних груп та депортованих народів.
У листопаді 2011 року Мустафа Джемілєв заявив, що хоче піти у відставку з посади Голови Меджлісу кримськотатарського народу, але оскільки такої процедури немає в статутних документах, то єдиним рішенням було не балотуватися до Курултаю кримськотатарського народу. Під час Курултаю у липні 2012 року Джемілєв попрохав внести до порядку денного питання про обрання нового голови Меджлісу, однак це питання не розглядалось взагалі. На тому ж засіданні Курултай висунув кандидатуру Джемілєва до включення у прохідну частину партійного списку на парламентських виборах 2012 року, доручивши організацію цього питання Меджлісу. Пізніше було уточнено, що партією, за списками якої піде Мустафа-бей, стала «Батьківщина». Мустафа Джемілєв спочатку був включений до списку за № 12, але після виключення з виборчого списку ув'язнених Юлії Тимошенко та Юрія Луценка він фактично увійшов у першу десятку.

#### VII скликання

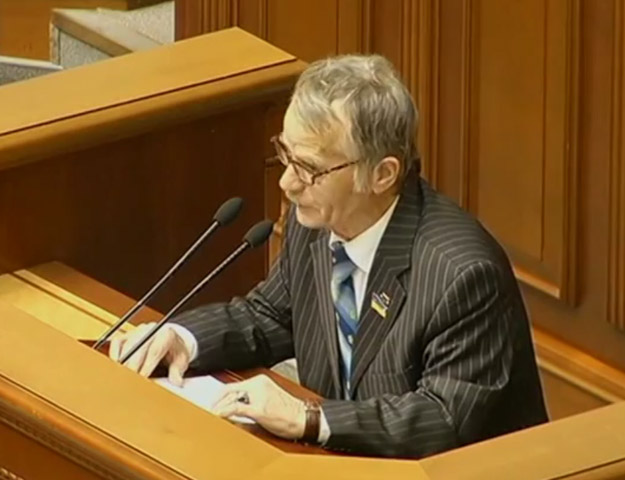
Джемілєв на засіданні Верховної Ради 20 березня 2014 року

Вже восени 2012 року на виборах до Верховної Ради України його було обрано народним депутатом. У грудні того ж року Джемілєв став членом Комітету з питань прав людини, національних меншин і міжнаціональних відносин, у складі якого очолив підкомітет з питань етнополітики, прав корінних народів та національних меншин України, жертв політичних репресій.
У травні 2013 року Мустафа Джемілєв заявив, що піде з посади голови Меджлісу кримськотатарського народу у червні того ж року, коли буде обрано новий склад Курултаю, і не балотуватиметься на цю посаду. Восени та влітку 2013 року Джемілєв приєднався ще до кількох новостворених депутатських груп та об'єднань. А саме: до тимчасової спеціальної комісії Верховної Ради України з питань Автономної Республіки Крим, постійної делегації у Парламентській асамблеї Ради Європи, а також депутатських груп з міжпарламентських зв'язків з такими країнами, як Ізраїль, Польща, США, Туреччина, Франція та Японія. 26 жовтня 2013 року Мустафа Джемілєв склав повноваження голови Меджлісу кримськотатарського народу. Його наступником було обрано Рефата Чубарова.
Після подій Революції гідності Мустафа Джемілєв був одним з основних проукраїнських політичних діячів Крима під час Кримської кризи. Разом із головою Меджлісу Рефатом Чубаровим Джемілєв як один із представників кримськотатарського народу брав участь у мітингах і домагався деескалації ситуації у Криму. Однак, за його ж словами, деякі представники кримських татар не поділяли думки Меджлісу й обговорювали ідею джихаду. Також за участі Мустафи було засновано загони самооборони з кримських татар. 6 березня 2014 року Джемілєв приєднався до тимчасової спеціальної комісії Верховної Ради України з підготовки проєкту закону про розвиток і застосування мов в Україні. А вже 20 березня Джемілєв був залучений до роботи над проєктом Постанови про Заяву Верховної Ради України щодо гарантії прав кримськотатарського народу у складі України; ініціатором цього законопроєкту став Петро Порошенко. Законопроєкт був прийнятий 283 голосами «За».
| | Шановні народні депутати! Наш колега народний депутат Петро Порошенко запропонував Верховній Раді для розгляду вкрай актуальний і корисний документ. Усі пункти заяви Верховної Ради є важливими, такими, що окреслюють шлях подальшого процесу відновлення прав кримськотатарського народу і в цілому демократизації України як сучасної держави, що будує своє майбутнє для людей, своїх громадян усіх національностей. Кримські татари разом з Україною переживають часи випробування на стійкість та відданість принципам цивілізованого світу під надзвичайним тиском орди, що окупувала Крим і намагається підірвати мирне життя й інших регіонів України. Забезпечення прав корінного кримськотатарського народу, Батьківщиною якого є Крим, за міжнародним правом, крім іншого, дасть нашій державі додаткові правові важелі впливу на агресора на міжнародній арені. Імплементуючи крок за кроком усі пункти цієї заяви, Україна буде створювати нову реальність, яка розкриє всі можливості сили права та справедливості. І наостанок хочу сказати дещо, не пов'язане напряму з питанням, що розглядається. Сьогодні стало відомо, що деякі наші колеги, які обирались від Криму, складають мандати народних представників вищого законодавчого органу України. В такій ситуації я закликаю весь склад парламенту, кожного народного депутата України стати персональними народними представниками сіл, селищ, міст, містечок та районів Криму. Ми всі маємо звернути свою щоденну увагу на потреби та біль громадян України, що залишаються в окупаційних… … шукати шляхи надання кваліфікованої допомоги як безпосередньо у Криму, так і тут в столиці, беручи участь у розробці рішень та заходів, що наближують час звільнення нашого Криму. Хай це завдання стане для кожного з нас щоденною працею спільно з органами державної влади, громадськими організаціями самодопомоги та міжнародними структурами. Дякую за увагу і слава Україні. |
| — Виступ Мустафи Джемілєва перед прийняттям законопроєкту щодо гарантії прав кримськотатарського народу у складі Української Держави, | |

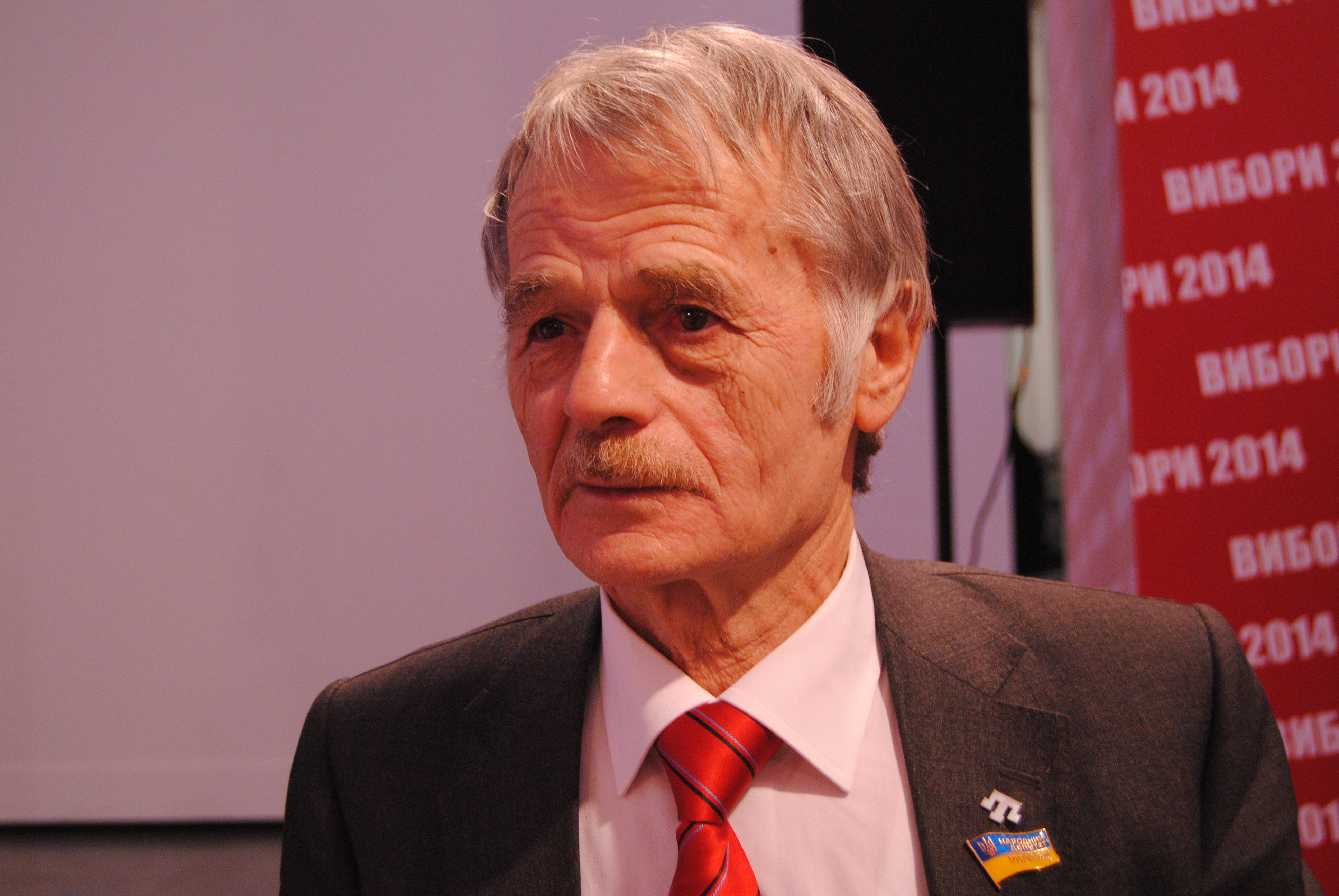
Мустафа Джемілєв під час передвиборчих перегонів 2014 року

22 квітня 2014 російська влада на 5 років заборонила Мустафі Джемілєву в'їзд до Росії та Криму. 18 травня того ж року, в річницю депортації кримських татар, Чанаккаленський університет імені Вісімнадцятого березня, що у Туреччині, надав Джемілєву звання почесного доктора у галузі міжнародних відносин. Таке рішення ухвалив сенат університету згідно зі статтею № 2547 кодексу 14/b-5 Турецької республіки. 15 липня колишній керівник Меджлісу кримськотатарського народу подав позов проти Російської Федерації до Європейського суду з прав людини у зв'язку з порушенням прав і свобод кримських татар. 20 серпня президент України Петро Порошенко призначив Мустафу Джемілєва на посаду Уповноваженого Президента України у справах кримськотатарського народу. 18 травня 2019 року звільнений від виконання обов'язків.

#### VIII скликання
На позачергових парламентських виборах 2014 року Мустафа-бей потрапив у парламент за списками партії «Блок Петра Порошенка». Джемілєв балотувався на загальнодержавному багатомандатному виборчому окрузі, посідаючи п'яте місце у списку блоку. Перед кримськотатарським політичним діячем у списку опинилися лише соратники Порошенка: Віталій Кличко, Юрій Луценко та Володимир Гройсман, а також відома лікарка та громадська діячка Ольга Богомолець. Член фракції партії «Європейська солідарність».
Послідовно підтримував колишнього засудженого у Росії українського режисера Олега Сенцова, виступаючи за його звільнення.

#### IX скликання
22 липня 2025 проголосував за прийняття змін в законопроєкті 12414, які обмежують повноваження незалежних НАБУ та САП.

## Законотворчий доробок

### Законопроєкти, подані Джемілєвим
- Проєкт «Закону про статус кримськотатарського народу» [Архівовано 26 квітня 2016 у Wayback Machine.] № 4098 від 3 вересня 2003 року[23].
- Проєкт «Закону про відновлення прав осіб, депортованих за національною ознакою» [Архівовано 26 квітня 2016 у Wayback Machine.] № 4526-1 від 30 січня 2004 року[24].
- Проєкт «Постанови про відзначення 100-річчя з дня народження видатного українського громадського діяча, генерала Петра Григоровича Григоренка» № 2207 від 21 вересня 2006 року[65].
- Проєкт «Закону про продовольчі банки» [Архівовано 26 квітня 2016 у Wayback Machine.] № 2209 від 22 вересня 2006 року[66].
- Проєкт «Постанови про сприяння розвитку в Україні ринку позабіржових „альтернативних“ фінансових інструментів» [Архівовано 26 квітня 2016 у Wayback Machine.] № 4626 від 9 червня 2009 року[67].
- Проєкт «Закону про відновлення прав осіб, депортованих за національною ознакою» [Архівовано 26 квітня 2016 у Wayback Machine.] № 5515 від 24 лютого 2010 року[68].
- Проєкт «Постанови про утворення Тимчасової спеціальної комісії Верховної Ради України з питань повернення історичних назв населених пунктів на території Автономної Республіки Крим, що були перейменовані за часи СРСР у зв'язку з депортаціями кримськотатарського народу та осіб інших національностей, здійсненими за національною ознакою у 1941—1944 роках» [Архівовано 8 травня 2021 у Wayback Machine.] № 6208 від 11 травня 2010 року[69].
- Проєкт «Закону про похідні (деривативи)» [Архівовано 8 травня 2021 у Wayback Machine.] № 6376 від 11 травня 2010 року[70].
- Проєкт «Постанови про утворення Тимчасової слідчої комісії Верховної Ради України з питань розслідування протиправної діяльності генерал-майора міліції Могильова А. В. в 2007—2008 роках під час здійснювання ним повноважень заступника міністра внутрішніх справ України — начальника Головного управління МВС України в Автономній Республіці Крим» [Архівовано 8 травня 2021 у Wayback Machine.] № 6454 від 1 червня 2010 року[71].
- Проєкт «Закону про Концепцію державної етнонаціональної політики України» [Архівовано 26 квітня 2016 у Wayback Machine.] № 10152 від 7 березня 2012 року[72].
- Проєкт «Постанови про прийняття за основу проєкту Закону України про документи, що посвідчують особу, її спеціальний статус та підтверджують громадянство України» [Архівовано 26 квітня 2016 у Wayback Machine.] № 10036/П від 16 березня 2012 року[73].
- Проєкт «Постанови про Рекомендації парламентських слухань на тему: „Етнонаціональна політика України: здобутки та перспективи“» [Архівовано 26 квітня 2016 у Wayback Machine.] № 10247 від 22 березня 2012 року[74].
- Проєкт «Постанови про повернення на доопрацювання проєкту Закону України про внесення змін до деяких законодавчих актів України (щодо гарантування права на відзначення національних та релігійних свят)» [Архівовано 26 квітня 2016 у Wayback Machine.] № 9517/П від 13 квітня 2012 року[75].
- Проєкт «Постанови про прийняття за основу проєкту Закону України про внесення змін до деяких законодавчих актів України щодо громадянства» [Архівовано 26 квітня 2016 у Wayback Machine.] № 9728-1П від 13 квітня 2012 року[76].
- Проєкт «Постанови про прийняття за основу проєкту Закону України про документи України, що посвідчують особу, дають право на в'їзд в Україну та виїзд з України» [Архівовано 26 квітня 2016 у Wayback Machine.] № 10381/П від 26 квітня 2012 року[77].
- Проєкт «Постанови про відзначення 100-річчя з дня народження Сабріє Ереджепової» [Архівовано 26 квітня 2016 у Wayback Machine.] № 10438 від 7 травня 2012 року[78].
- Проєкт «Постанови про прийняття за основу проєкту Закону України про внесення зміни до деяких законодавчих актів України (щодо повноважень Державної міграційної служби України)» [Архівовано 26 квітня 2016 у Wayback Machine.] № 10268/П від 24 травня 2012 року[79].
- Проєкт «Постанови про прийняття за основу проєкту Закону України про відновлення прав осіб, депортованих за національною ознакою» [Архівовано 26 квітня 2016 у Wayback Machine.] № 5515/П1 від 30 травня 2012 року[80].
- Проєкт «Постанови про прийняття за основу проєкту Закону України про внесення змін до деяких законодавчих актів України з питань біженців та осіб, які потребують додаткового або тимчасового захисту» [Архівовано 26 квітня 2016 у Wayback Machine.] № 10428/П від 8 червня 2012 року[81].
- Проєкт «Постанови про прийняття за основу проєкту Закону України про Єдиний державний демографічний реєстр» [Архівовано 26 квітня 2016 у Wayback Machine.] № 10492/П від 22 червня 2012 року[82].
- Проєкт «Закону про внесення змін до деяких законів України (щодо вдосконалення законодавства з питань забезпечення рівних прав та можливостей жінок і чоловіків)» [Архівовано 26 квітня 2016 у Wayback Machine.] № 8487-д від 6 липня 2012 року[83].
- Проєкт «Постанови про прийняття за основу проєкту Закону України про внесення змін до деяких законодавчих актів України у зв'язку з прийняттям Закону України „Про правовий статус іноземців та осіб без громадянства“» [Архівовано 26 квітня 2016 у Wayback Machine.] № 11071/П від 5 вересня 2012 року[84].
- Проєкт «Постанови про прийняття за основу проєкту Закону України про внесення змін до Закону України „Про Уповноваженого Верховної Ради України з прав людини“ щодо національного превентивного механізму» [Архівовано 26 квітня 2016 у Wayback Machine.] № 11073/П від 6 вересня 2012 року[85].
- Проєкт «Закону про відновлення прав осіб, депортованих за національною ознакою» [Архівовано 26 квітня 2016 у Wayback Machine.] № 0921 від 12 грудня 2012 року[86].
- Проєкт «Постанови про проєкт Закону України про внесення змін до деяких законодавчих актів України щодо удосконалення інституційної системи захисту персональних даних і про внесення змін до деяких законодавчих актів України щодо вдосконалення окремих положень системи захисту персональних даних» [Архівовано 26 квітня 2016 у Wayback Machine.] № 2282/П від 19 березня 2013 року[87].
- Проєкт «Постанови про прийняття за основу проєкту Закону України про внесення змін до деяких законодавчих актів України щодо запобігання та протидії дискримінації в Україні» [Архівовано 26 квітня 2016 у Wayback Machine.] № 2342/П від 1 квітня 2013 року[88].
- Проєкт «Постанови про проведення парламентських слухань на тему: „Українська трудова міграція: стан, проблеми та шляхи їх вирішення“ (03 липня 2013 року)» [Архівовано 24 жовтня 2013 у Wayback Machine.] № 2712 від 3 квітня 2013 року[89].
- Пропозиції Президента до Закону «Про внесення змін до деяких законодавчих актів України щодо удосконалення системи захисту персональних даних» [Архівовано 29 жовтня 2013 у Wayback Machine.] № 2836 від 17 квітня 2013 року[90].
- Проєкт «Закону про свободу мирних зібрань» [Архівовано 26 квітня 2016 у Wayback Machine.] № 2508а від 4 липня 2013 року[91].
- Проєкт «Закону про Концепцію державної етнонаціональної політики України» [Архівовано 26 квітня 2016 у Wayback Machine.] № 2560а від 5 липня 2013 року[92].
- Проєкт «Постанови про визначення дати проведення парламентських слухань на тему: „Забезпечення рівних прав та можливостей жінок і чоловіків. Проблеми і дієві механізми їх вирішення“ (16 жовтня 2013 року)» [Архівовано 26 квітня 2016 у Wayback Machine.] № 3186 від 4 вересня 2013 року[93].
- Проєкт «Постанови про відхилення проєкту Закону України про внесення змін до статті 13 Закону України „Про Єдиний державний демографічний реєстр та документи, що підтверджують громадянство України, посвідчують особу чи її спеціальний статус“ (щодо приведення п.2 ч.1 статті 13 у відповідність до норм діючого законодавства)» [Архівовано 26 квітня 2016 у Wayback Machine.] № 2026а/П від 25 листопада 2013 року[94].
- Проєкт «Постанови про відхилення проєкту Закону України про внесення змін до деяких законів України (щодо доповнення переліків документів, які посвідчують особу та підтверджують громадянство України)» [Архівовано 26 квітня 2016 у Wayback Machine.] № 2503а/П від 25 листопада 2013 року[95].
- Проєкт «Постанови про відзначення 100-річчя з дня смерті Ісмаїла Гаспринського» [Архівовано 26 квітня 2016 у Wayback Machine.] № 4093 від 5 лютого 2014 року[96].
- Проєкт «Постанови про відзначення 125-річчя з дня народження Джафера Сейдамета (Киримера)» [Архівовано 26 квітня 2016 у Wayback Machine.] № 4094 від 5 лютого 2014 року[97].
- Проєкт «Постанови про відзначення 700-річчя мечеті-медресе хана Узбека» [Архівовано 26 квітня 2016 у Wayback Machine.] № 4095 від 5 лютого 2014 року[98].
- Проєкт «Постанови про повернення на доопрацювання проєкту Закону України про відновлення прав корінного народу України, примусово переселеного з території Криму» [Архівовано 26 квітня 2016 у Wayback Machine.] № 4434/П від 24 березня 2014 року[99].
- Проєкт «Постанови про повернення на доопрацювання проєкту Закону України про права корінних народів України» [Архівовано 26 квітня 2016 у Wayback Machine.] № 4501/П від 24 березня 2014 року[100].
- Проєкт «Закону Про внесення змін до статті 124 Конституції України (щодо визнання положень Римського статуту)» [Архівовано 26 квітня 2016 у Wayback Machine.] № 4873 від 14 травня 2014 року[101].
- Проєкт «Закону про внесення змін до Закону України „Про реабілітацію жертв політичних репресій на Україні“ та деяких інших законів України щодо впорядкування виплат жертвам політичних репресій» [Архівовано 26 квітня 2016 у Wayback Machine.] № 4342а від 22 липня 2014 року[102].

### Поправки, до яких були подані пропозиції
- 19 жовтня 2004 року. Проєкт «Закону про Державний бюджет України на 2005 рік». Про Державний бюджет України на 2005 рік. 5 правок: 3 враховано, 1 відхилено, 1 враховано частково[103].
- 14 лютого 2006 року. Проєкт «Закону про продовольчі банки». Про продовольчі банки. 1 правка: 1 немає висновку[104].
- 13 грудня 2006 року. Проєкт «Закону про основні засади державної міграційної політики України». Про основні засади державної міграційної політики України. 4 правки: 3 враховано, 1 враховано частково[105].
- 20 жовтня 2010 року. Пропозиції Президента до Закону «Про внесення змін до деяких законодавчих актів України з питань міграції». Про внесення змін до деяких законодавчих актів України з питань міграції. 8 правок: 8 враховано[106].
- 18 жовтня 2011 року. Проєкт «Закону про Державний бюджет України на 2012 рік». Про Державний бюджет України на 2012 рік. 7 правок: 7 відхилено[107].
- 19 березня 2014 року. Проєкт «Закону про відновлення прав осіб, депортованих за національною ознакою». Про відновлення прав осіб, депортованих за національною ознакою. 18 правок: 17 враховано, 1 враховано редакційно[108].

## Політичні погляди
Мустафа Джемілєв завжди закликав до мирної ненасильницької боротьби за повернення кримськотатарського народу на Батьківщину і солідарності з правами інших поневолених народів і захисту прав людини. Наприкінці 1980-х років минулого століття він очолив процес репатріації.
|                                                       | Я не сумніваюся, що кримськотатарське питання буде все ж вирішене, як би цьому не опиралися наші вороги. Але вочевидь, для цього ще багатьом доведеться пройти через подібного роду процеси, де проти них будуть висуватися облудні звинувачення у наклепі на мудру ленінську політику КПРС й уряду, звинувачення у тому, що вони піднімають «неіснуюче» національне питання… В обвинувальному висновку далі було сказано: «Не зважаючи на те, що обвинуваченому добре відомо, що татарський народ, який раніше проживав у Криму, є рівноправним з усіма народами нашої країни, він в іншому документі, так званій „Декларації принципів національного руху кримських татар“ закликає до „національного відродження“ цього народу, зводить наклеп на реальні права кожної радянської людини вибирати місце проживання на власний розсуд». Я вже говорив, чому документи, через які мене звинувачують, не можуть бути предметом судового розгляду. Крім того, ні у цій «Декларації», ні в інших долучених до справи записах нема мови про реальні права вибирати місце проживання у тому контексті, як це наведено в обвинувальному висновку. Залишу на совісті укладача обвинувального висновку і його знов-таки незграбну спробу ввести елемент умисності — мабуть, обійтися без цієї демагогії він не може. Але оскільки тут зачіпається одне з головних аспектів кримськотатарського національного питання, я не вважаю за можливе відмовитися від розгляду по цьому пункту звинувачення. Вважаю, що суд має провести судове слідство та допитати необхідну кількість свідків, запитавши себе: чи мають кримські татари рівні можливості прописатися та працевлаштуватися у Криму, або ж вони піддаються дискримінації за національною ознакою? Свідками, звичайно, можуть бути тільки люди, які стикалися з цією проблемою, тобто кримські татари, які намагалися прописатися та працевлаштуватися у Криму, у тому числі й ті, кому все ж таки вдалося прописатися… Звичайно, згідно з відомою презумпцією, яку визнає й радянське кримінальне право, не обвинувачений повинен доводити свою невинуватість, а звинувачення — вину обвинуваченого. Тобто в цьому випадку обвинувачення повинно було б довести, що цитоване ним твердження обвинуваченого є наклепницьким. Але оскільки воно ухилилося від цього свого обов'язку, то я не заперечую, щоб у цьому питанні тягар доказування було покладено на мене. Адже якщо це справді судовий розгляд, а не щось інше, то обвинувачення має перевірятися. І якщо з'ясується, що в питанні прописки та працевлаштування кримських татар у Криму ніяких обмежень за національною ознакою не було та немає, то я готовий визнати себе винним у наклепі на радянський лад і покірливо понести найсуворіше покарання. Оригінальний текст (рос.) Я не сомневаюсь, что крымскотатарский вопрос будет все же разрешен, как бы этому не противились наши враги. Но, очевидно, для этого еще многим придется пройти через подобного рода процессы, где против них будут выдвигаться лицемерные обвинения в клевете на мудрую ленинскую политику КПСС и правительства, обвинения в том, что они поднимают «несуществующий» национальный вопрос… В обвинительном заключении далее говорится: «Несмотря на то, что обвиняемому хорошо известно, что татарский народ, ранее проживавший в Крыму, является равноправным со всеми народами нашей страны, он в другом документе, так называемой „Декларации принципов национального движения крымских татар“ призывает к „национальному возрождению“ этого народа, возводит клевету на реальные права каждого советского человека выбирать место жительства по своему усмотрению». Я уже говорил, почему вменяемые мне документы не могут быть предметом судебного разбирательства. Кроме того, ни в этой «Декларации», ни в других приобщенных к делу записях не говорится о реальных правах выбирать место жительства в том контексте, как это приведено в обвинительном заключении. Оставлю на совести составителя обвинительного заключения и его опять-таки неуклюжую попытку ввести элемент заведомости — по-видимому, обойтись без этой демагогии он не может. Но поскольку здесь затрагивается один из главных аспектов крымскотатарского национального вопроса, я не считаю возможным отказаться от разбирательства по этому пункту обвинения. Полагаю, что суд должен произвести судебное следствие и допросить необходимое число свидетелей, задавшись вопросом: имеют ли крымские татары равные возможности прописаться и трудоустроиться в Крыму или же они подвергаются дискриминации по национальному признаку? Свидетелями, конечно, могут быть только люди, которые сталкивались с этим вопросом, то есть крымские татары. пытавшиеся прописаться и трудоустроиться в Крыму, в том числе и те, кому все же удалось прописаться… Конечно, согласно известной презумпции, которую признает и советское уголовное право, не обвиняемый должен доказывать свою невиновность, а обвинение — виновность обвиняемого. То есть в данном случае обвинение должно было бы доказать, что цитируемое им утверждение обвиняемого является клеветническим. Но поскольку оно уклонилось от этой своей обязанности, то я не возражаю, чтобы в этом вопросе бремя доказывания было возложено на меня. Ведь если это в самом деле судебное разбирательство, а не что-то другое, то обвинение должно проверяться. И если выяснится, что в вопросе прописки и трудоустройства крымских татар в Крыму никаких ограничений по национальному признаку не было и нет, то я готов признать себя виновным в клевете на советский строй и безропотно понести самое суровое наказание. |
| — Промова Мустафи Джемілєва під час Омського процесу, | |

Джемілєв виступає прихильником європейської та євроатлантичної інтеграції України, утвердження в українському суспільстві засадничих принципів демократії, що є основою для відновлення прав кримськотатарського народу, який повертається на свою історичну територію — Крим— складову частину Української держави. Ще в інтерв'ю від 19 січня 2012 року Джемілєв заявив, що ні він, ні його народ не будуть співпрацювати з комуністами й Комуністичною партією України.

8 лютого 2020 року заявив, що українська влада постачатиме воду до Криму лише після деокупації півострова. 
Ми будемо постачати воду обов'язково, але тільки після звільнення Криму від окупантів. Розмови про те, що це завдає збитків мешканцям, інші сентименти — розкажіть це в іншому місці. Ви що, очікували, що вам створять комфортні умови? Країна, чию територію ви окупували?
 Нардеп нагадав, що згідно із Женевською конвенцією 1949 року відповідальність за становище жителів окупованої території лягає на країну-окупанта. І підкреслив, що говорити про гуманітарні речі не треба.
Заборона на в'їзд до Криму
У 2014 році Росія заборонила в'їзд Джемілєву до тимчасово окупованого Криму строком на 5 років. 5 березня 2019 року заборона була продовжена ще на 15 років, у зв'язку з чим політик вирішив звернутися зі скаргою Європейського суду з прав людини.

## Вшанування
2014 року у місті Конья відкрили парк Мустафи Абдулджеміля Киримоглу.
29 листопада 2022 року у місті Кириккале урочисто відкрили парк на честь Мустафи Джемілєва. Парк створений за ініціативою місцевої Спілки кримських татар.
У місті Анкара існує вулиця Мустафи Абдулджеміля Киримоглу (тур. Mustafa Abdül Cemil Kırımoğlu Sk.)
У місті Бурса є Парк Мустафи Абдулджеміля Киримоглу (тур. Mustafa Abdülcemil Kırımoğlu Çocuk Parkı)
У місті Ескішехір діє Музей імені Мустафи Джемілєва.
18 травня 2024 року у місті Екскішехір відкрили Парк кримської культури. У парку встановлено погруддя видатних кримськотатарських діячів серед яких Мустафа Джемілєв.

## Нагороди та почесні звання
- Звання Герой України з врученням ордена Держави (13 листопада 2023) — за визначний особистий внесок у становлення і розбудову незалежної Української держави, мужність і самовідданість у відстоюванні прав кримськотатарського народу, багаторічну плідну політичну та громадську діяльність[119]
- Почесний громадянин міст Кастамону та Кириккале[6].
- Почесний доктор наук Вищого технологічного інституту міста Гебзе (Туреччина);[5]
- Почесна грамота Верховної Ради України (Україна);[7]
- Почесний доктор політичних та соціальних наук Сельджуцького університету (1996, Туреччина)[120];
- Премія Нансена від Управління Верховного комісара ООН у справах біженців «за визначні зусилля й прихильність до права повернення кримських татар на батьківщину» (1998);
- Міжнародна премія імені Пилипа Орлика «За демократизацію українського суспільства» (2001, Україна);
- Орден князя Ярослава Мудрого 5-го ступеня (2001, Україна);
- Орден князя Ярослава Мудрого 4-го ступеня (2003, Україна);
- Медаль «За особливий вагомий внесок в укріплення миру та міжнаціональної згоди» (2003, Україна);
- Почесна грамота Кабінету Міністрів України (2003, Україна);
- Орден «За інтелектуальну відвагу» (2007, Україна);
- Премія «Світло справедливості» (2011, Україна);[121]
- Орден «Хрест Солідарності Боротьби[en]» (2013, Польща);[122]
- Орден Турецької Республіки (2014, Туреччина);[123]
- Премія «Солідарності імені Леха Валенси» (2014, Польща)[124].
- Почесний доктор міжнародних відносин Чанаккаленського університету імені Вісімнадцятого березня[en] (2014, Туреччина)[4][125].
- Почесний доктор Університету Улудаґ[en] (2014, Туреччина)[126].
- Лицарський хрест ордену «За заслуги перед Литвою» (2015, Литва)[127].
- Орден «Народний Герой України» (2015)[128].
- Медаль заслуги ім. Миколи Міхновського Ліги Українців Канади (2016)[129]
- Орден Свободи «за значний особистий внесок у державне будівництво, соціально-економічний, науково-технічний, культурно-освітній розвиток України, вагомі трудові здобутки та високий професіоналізм» (23 серпня 2018)[130][131]
- «Премія Свободи» партії Європейських консерваторів і реформістів (2019)[132]
- Медаль «За заслуги у дипломатії» Міністерства закордонних справ Чехії — «за вагомий внесок впродовж життя у захист прав людини» (2020)[133]

Двічі Мустафу Джемілєва висували, як кандидата на отримання Нобелівської премії миру. Так на початку 2011 року його кандидатуру висунули Асоціація захисту репресованих народів Німеччини, а також Народний депутат України Борис Тарасюк, депутат палати громад Канади Борис Вжесневський, депутат Європарламенту від Литви Юстас Вінкас Палецкіс та 17 професорів різних вишів Польщі, США, Росії, Румунії, Туреччини, Угорщини та України. У 2022 році Польща висунула кандидатуру Джемілєва на премію. Однак, жодного разу він її не отримав.

## Родина та особисте життя

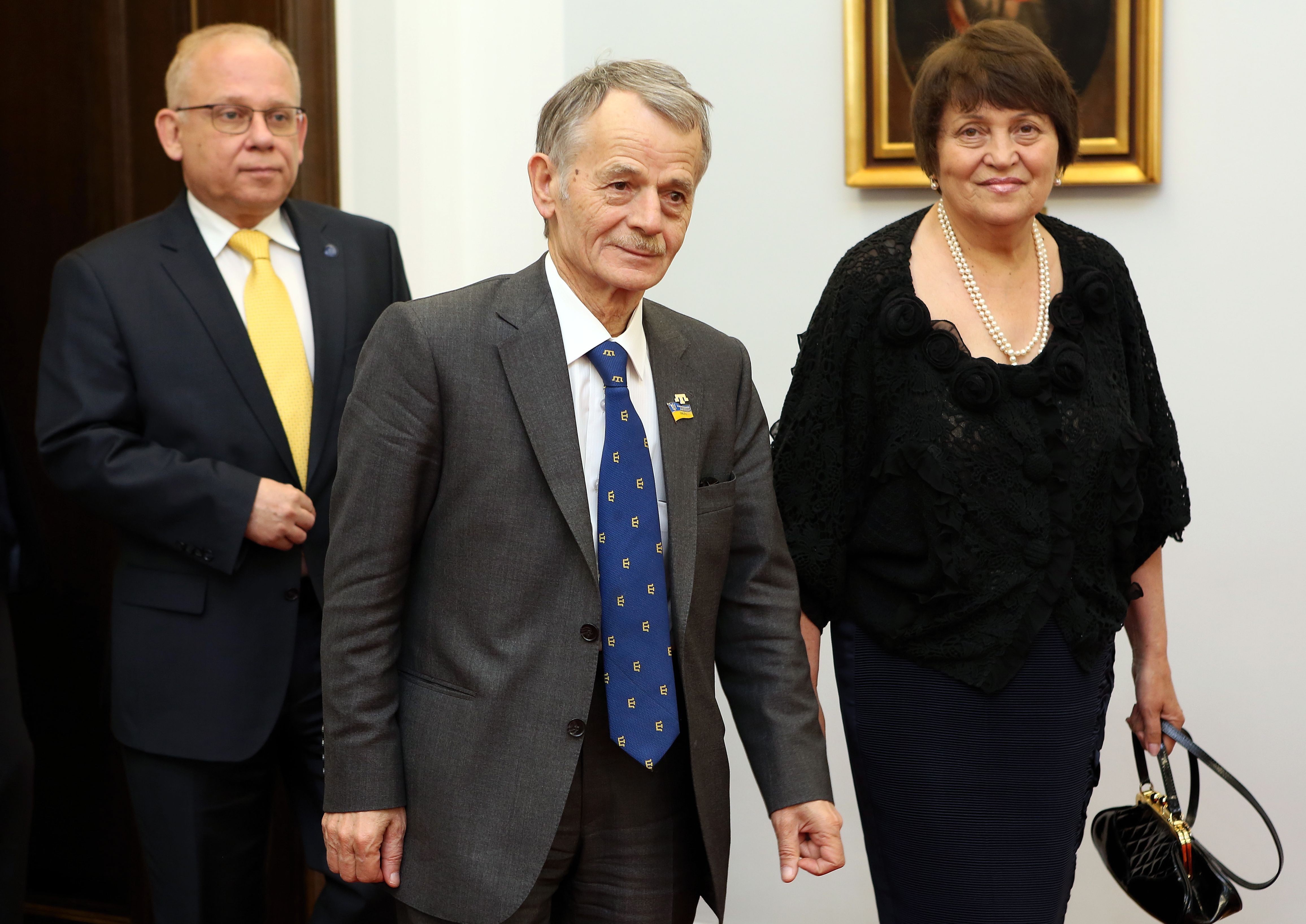
Мустафа та Сафінар Джемілєви під час прийому у Сенаті Польської Республіки, 3 червня 2014 року

- Абдульджеміль Мустафаєв (нар. 1899 — пом. 1983) — батько Мустафи Джемілєва[5].
- Махпуре Мустафаєва — мати Мустафи Джемілєва.
- Анафі Джемілєв — син Махфуре та Абдульджеміля Мустафаєвих, брат Мустафи.
- Асан Джемілєв — син Махфуре та Абдульджеміля Мустафаєвих, брат Мустафи.
- Шевкіє Асанова — донька Махфуре та Абдульджеміля Мустафаєвих, сестра Мустафи.
- Васфіє Хаірова — донька Махфуре та Абдульджеміля Мустафаєвих, сестра Мустафи.
- Гульзар Абдураманова (1947—2025) — донька Махфуре та Абдульджеміля Мустафаєвих, сестра Мустафи[137].
- Диляра Сеітвелієва — донька Махфуре та Абдульджеміля Мустафаєвих, сестра Мустафи[17].
- Сафінар Мустафаївна Джемілєва — друга дружина Мустафи Джемілєва. Випускниця Ташкентського державного педагогічного інституту іноземних мов. Її перший чоловік помер після тяжкої хвороби, після чого Сафінар присвятила себе руху за повернення свого народу на Батьківщину[16]. Вона працює головою Ліги кримськотатарських жінок[138]. Вона стала головою Ліги ще на початку 1990-х років. Нині Ліга кримськотатарських жінок налічує близько 15-ти регіональних відділень по всьому Криму[139]. У 2010 році «за великий особистий внесок у справу консолідації українського суспільства, розбудову демократичної, соціальної і правової держави з нагоди Дня Соборності України» Президент України Віктор Ющенко нагородив її орденом княгині Ольги 3-го ступеня[16].
- Ельдар Сіммарович Ебубекіров (нар. 31 травня 1974) — прийомний син Мустафи Джемілєва.
- Хайсер Джемілєв (нар. 14 серпня 1981) — молодший син Мустафи та Сафінар Джемілєвих.[17] 27 травня 2013 року молодший син Мустафи Джемілєва — Хайсер Джемілєв застрелив Февзі Емедова, друга сім'ї, що працював у будинку Джемілєвих у Бахчисараї[140][141]. Київським районним судом міста Сімферополя Хайсерові було обрано запобіжний захід у вигляді двомісячного утримання під вартою у Кримській республіканській психіатричній лікарні № 1 Сімферополя і визначено проведення низки експертиз[142]. Мустафа Джемілєв висловив співчуття родині загиблого[143] та підтвердив інформацію, що його син лікувався у 2008 році у психіатричній клініці Стамбула та перебуваючи в Таїланді, вживав марихуану і хотів покінчити з собою[144][145]. 25 листопада 2016 року Хайсер вийшов з-під варти в Росії[146], а 26 листопада — повернувся до України[147].
- Ельзара Абдулджелілова — донька Мустафи Джемілєва від першого шлюбу[148].
- Джаніке Абдулджелілова (нар. 2002 — пом. 13 серпня 2012) — донька Ельзари. Вона померла у селі Щебетовка, Феодосійської міської ради у результаті нещасного випадку. Наступного дня її було поховано у тому ж селі[148][149].

## Галерея

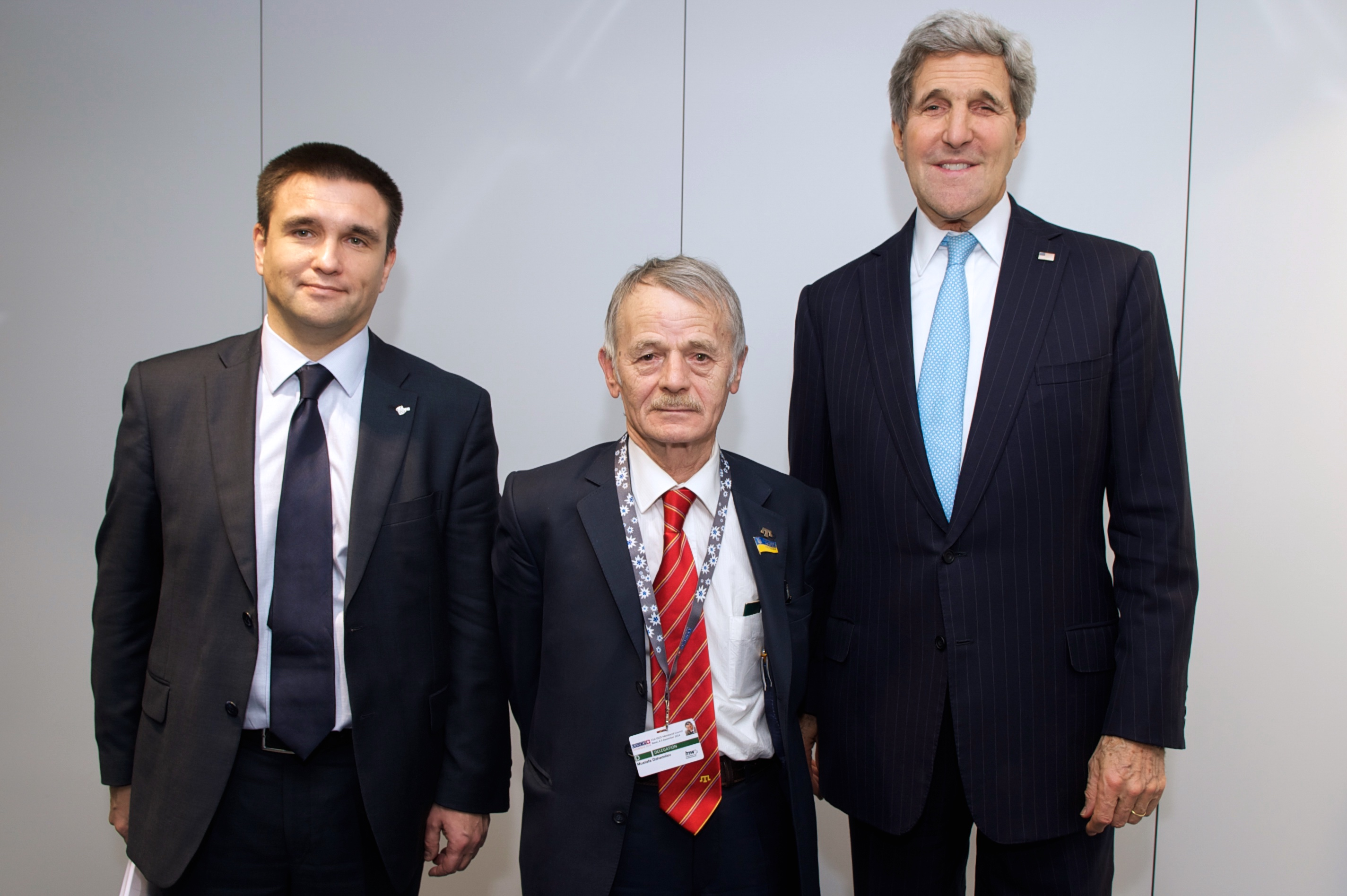
Мустафа Джемілєв разом з держсекретарем США Джоном Керрі та міністром закордонних справ України Павлом Клімкіним, 2014 рік
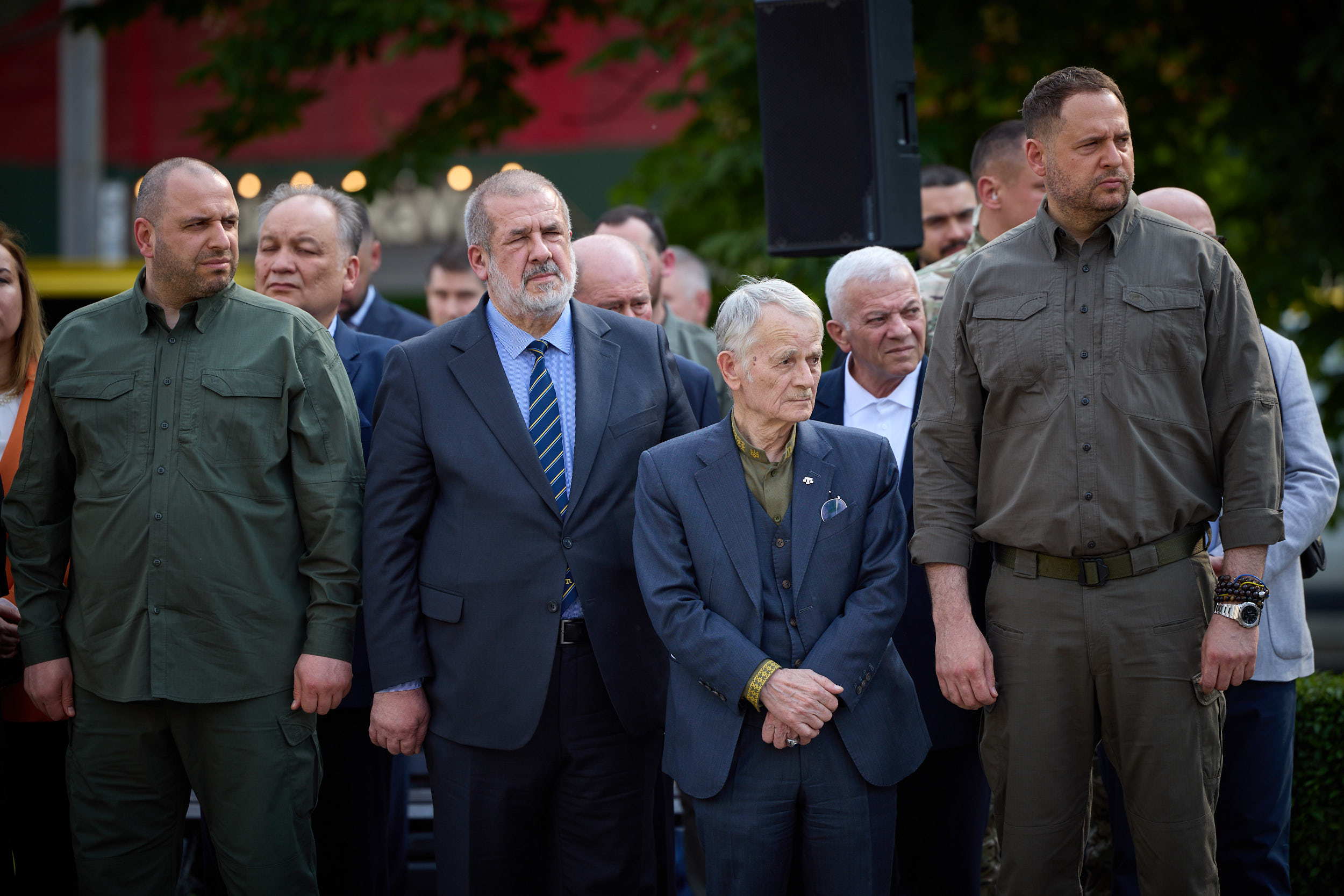
Мустафа Джемілєв на відкритті монументу Жертв депортації кримських татар, 2024 рік

## Виноски
1. ↑  Згідно з офіційними документами має тільки ім'я та прізвище — Мустафа Джемілєв[1]. Абдульджеміль оглу — звичайна транслітерація з кримськотатарської мови. Кирим оглу (крим. Qırım oğlu), що перекладається як Син Криму, не є частиною його імені. Це прізвисько, яким його називають у Туреччині[2].